# الاعتقاد (كتاب)
الاعتقاد كتاب من كتب العقيدة الإسلامية مؤلف على منهج أهل السنة والجماعة، حيث قرر المؤلف عقيدته ورد على بعض المخالفين في ثنايا الكتاب.

## مؤلف الكتاب
محمد بن محمد بن الحسين أبو الحسين ابن الفراء المعروف بابن أبي يعلى. مؤرخ من فقهاء الحنابلة، ولد ببغداد، ومات فيها عام 526 هـ-1031م. ومن كتبه: طبقات الحنابلة، والمجرد في مناقب الإمام أحمد، وله كتابان باسم المفردات أحدهما في الفقه والآخر في أصول الفقه.

## كتب أهل السنة والجماعة وردودهم على المخالفين
قام أهل السنة والجماعة بالرد على الفرق المخالفة وجادلوهم بالحجة والبيان حيث قام الإمام أحمد بن حنبل بمجادلة المعتزلة والجهمية ورد على شبههم ثم ألف كتاب الرد على الزنادقة والجهمية، ورد فيه على من ينكر صفات الله أو يتأولها. ومن بعده قام أهل السنة والجماعة بتأليف الكتب وعقد المناظرات في الرد على باقي الفرق. ومن تلك الكتب:
- الصواعق المرسلة على الجهمية والمعطلة وهو كتاب في الرد على الجهمية والمعطلة ومن يؤولون الصفات.
- منهاج السنة النبوية في الرد على الرافضة والقدرية.
- درء تعارض العقل والنقل حيث رد فيه ابن تيمية على من يقدم العقل على النقل أو يزعم أن بينهما تعارضاً.[2]

## موضوع الكتاب
يتضح من اسم الكتاب (الاعتقاد) أي اعتقاد المؤلف، وما يدين به ربه في مسائل الإيمان والتوحيد. فالكتاب يشتمل على المسائل الآتية:
1. الإيمان بالله وتوحيده.
2. الإسلام والإيمان.
3. صفة الكلام، وأن القرآن كلام الله غير مخلوق.
4. الصفات الثابتة لله تعالى في الكتاب والسنة: كالعلم، والحياة، والقدرة، والسمع، والبصر، والكلام، والإرادة، واليمين، والنزول، والضحك، والمجيء، والساق، وغير ذلك من الصفات.
5. بيان أن من شبه الله بخلقه فقد كفر.
6. منهج أهل السنة في الأسماء والصفات.
7. الإيمان بالقدر.
8. الإيمان بعذاب القبر.
9. الإيمان بالبعث والصراط.
10. الإيمان بالميزان.
11. الحوض والشفاعة.
12. الحساب والجنة والنار.
13. نبوة محمد صلى الله عليه وسلم.
14. إعجاز القرآن.
15. الإسراء والمعراج.
16. حقوق النبي محمد صلى الله عليه وسلم وتعظيمه.
17. المفاضلة بين الصحابة.
18. هجر أهل البدع.
19. خاتمة المؤلف.

## سبب تأليف الكتاب
بين المؤلف سبب تأليف الكتاب فقال : «أما بعد، أعاذنا الله وإياك من التكلف لما لا يحسن والادعاء لما لا نتقن وجنبنا وإياك البدع والكذب فإنهما شر ما احتقب، وأخبث ما اكتسب. فإنك سألت عن مذهبي وعقدي، وما أدين به لربي عز وجل لتتبعه؛ فتفوز به من البدع والأهواء المضلة، وتستوجب من الله عز وجل المنازل العلية فأجبتك إلى ما سألت عنه، مؤملا من الله جزيل الثواب، وراهبا إليه من سوء العذاب ومعتمدا عليه في القول بالتأييد للصواب.» فسبب تأليفه للكتاب أن المؤلف سُئل عن عقيدته ومذهبه؛ فأجاب السائل بكتابة عقيدته في هذه الرسالة.

## نسبة الكتاب إلى المؤلف
تتحقق نسبة الكتاب إلى مؤلفه بما يلي:
- ما كتب على غلاف المخطوط من اسم الكتاب مع نسبته إلى مؤلفه.[4]
- ما يوجد بآخره من السماعات الآتي بعضها بحروفه:
  - سمع جميع هذا الجزء وهو اعتقاد القاضي أبي الحسين بن الفراء على الشيخ الأجل أبي سعيد عبد الجبار بن يحيى بن هلال بن الأعرابي بقراءة الشيخ الفقيه أبي عبد الله محمد بن أحمد بن عمر بن الحسين بن خلف القطيعي.
  - سمع جميع الاعتقاد وهو تأليف أبي الحسن محمد بن الفراء من لفظ شيخنا وسيدنا الإمام الأوحد العالم شمس الدين عز الإسلام أبي الفتح نصر الله ابن عبد العزيز بن صالح بن عبدوس نحو سماعه فيه من أبي سعيد بن الأعرابي الشيخ الأجل الفقيه أبو الخير سلامة بن صدقة بن الصولة، وولده صدقة وأبو طاهر إبراهيم بن شداد بن طفيل الشيزري، وكاتب الأسامي عبد المنعم بن علي بن نصر بن الصقال معارضا بنسخة للشيخ المسموع منه، وذلك يوم الأربعاء حادي وعشرين من ذي القعدة سنة ست وسبعين وخمسمائة للهجرة بمدرسة مسجد العمران حرسها الله تعالى.[5]

## وصف المخطوطة
لا يوجد من الكتاب إلا نسخة فريدة محفوظة بالمكتبة الظاهرية في دمشق تحت رقم (4546)، وتقع في خمس عشرة صفحة معدل كل صفحة سبع عشرة سطرا، وبها بعض الكلمات المطموسة، وخطها واضح ومقروء في غالب أحوالها.

### الناسخ وتاريخ النسخ
جاء في آخر النسخة ما نصه: «فرغ من نسخه لنفسه عبد الرحمن بن إبراهيم أحمد المقدسي في ذي القعدة سنة ثلاث وستين وخمسمائة (563 هـ) والحمد لله وصلى الله على سيدنا محمد النبي وآله وسلم تسليما كثيرا وعلى آله الطاهرين.» 